# Merryville
Merryville is een plaats (town) in de Amerikaanse staat Louisiana, en valt bestuurlijk gezien onder Beauregard Parish.

## Demografie
Bij de volkstelling in 2000 werd het aantal inwoners vastgesteld op 1126.
In 2006 is het aantal inwoners door het United States Census Bureau geschat op 1182, een stijging van 56 (5,0%).

## Geografie
Volgens het United States Census Bureau beslaat de plaats een oppervlakte van
21,1 km², geheel bestaande uit land.

## Plaatsen in de nabije omgeving
De onderstaande figuur toont nabijgelegen plaatsen in een straal van 36 km rond Merryville.